# Max Woltman
Max Woltman, né le 20 août 2003 à Wirral en Angleterre, est un footballeur anglais qui évolue au poste d'attaquant au Oxford United.

## Biographie

### Jeunesse et formation
Originaire de Wirral, Max Woltman est formé au Liverpool FC. Il se fait remarquer avec les U18 du club lors de la saison 2020-2021 en inscrivant huit buts en cinq matchs. Cette même année il joue la finale de la FA Youth Cup perdue face aux jeunes d'Aston Villa (2-1 score final).

### En professionnel
Le 19 janvier 2021, Woltman signe un nouveau contrat avec son club formateur, le liant avec les reds jusqu'en juin 2025.
Le 7 décembre 2021 Jürgen Klopp l'intègre dans le groupe professionnel pour un match de Ligue des champions face à l'AC Milan. Il entre en jeu ce jour-là et fait ainsi ses premiers pas en professionnel.
Le 3 août 2023, il rejoint Oxford United.